# اکاپ (ویرجینیای غربی)
اکاپ، غرب ویرجینیا (به انگلیسی: Acup, West Virginia) در ایالات متحده آمریکا است که در ویرجینیای غربی واقع شده‌است.

## خصوصیات
اکاپ ۲۳۱٫۰۴ متر بالاتر از سطح دریا واقع شده‌است.